# Peperomia scabiosa
Peperomia scabiosa är en pepparväxtart som beskrevs av William Trelease. Peperomia scabiosa ingår i släktet peperomior, och familjen pepparväxter. Inga underarter finns listade i Catalogue of Life.